# Kana Matsumoto
Kana Matsumoto (松本 華奈 Matsumoto Kana?,  Matsusaka, Prefectura de Mie, 18 de marzo de 1989) es una actriz, actriz de voz y ex-tarento japonesa, anteriormente afiliada a Fujiga Office Inc. 

## Carrera
Matsumoto debutó en 2006 interpretando el papel protagonista de Himawari Hinata en la serie de anime Himawari!. Desde su debut ha aparecido en series de drama, películas y adaptaciones en imagen real. Al comenzar a estudiar en la universidad, Matsumoto decidió retirarse de sus actividades escénicas para concentrarse en la búsqueda de empleo. Debido a eso, su perfil fue eliminado en la página de Fujiga Office Inc. fue retirado.

## Filmografía

### Televisión
- Ganbatte Ikimasshoi (2005) como Mari Doi
- 1 Litre of Tears (2005) como Saki Matsumura[1]
- Dance Drill (2006) como Chizu Takashima
- Teru Teru Ashita (2006) como Emili
- Tsubasa no Oreta Tenshitachi (2007)
- 1 Litre of Tears (2007) como Saki Matsumura
- Yasuko to Kenji (2008) como Ayame

### Anime
- Himawari! (2006) como Himawari Hinata
- Himawari! (2007) como Himawari Hinata